# 이마이 유카
이마이 유카(일본어: 今井 由香, 1970년 9월 19일 ~ )는 일본의 성우이다. 시즈오카현 출신. 아토믹 몽키 소속.

## 출연작

### TV 애니메이션
1995년
- 애천사전설 웨딩피치(스칼렛 오하라(엔젤 사루비아)

1996년
- 세이버 마리오넷 J(마미야 오타루)

1998년
- 세이버 마리오넷 J to X(마미야 오타루)

1999년
- 성계의 문장(진트 린)
- 투하트(사카시타 요시에)

2000년
- 성계의 전기(진트 린)

2001년
- 성계의 전기II(진트 린)
- 후르츠 바스켓(우오타니 아리사)

2004년
- 투하트 Remember My Memories(사카시타 요시에)

2005년
- 성계의 전기 III(진트 린)

2006년
- 러브겟CHU~미라클 성우백서~(나리타 루나)
- 오! 나의 여신님 TV 시리즈 2기 : 각자의 날개 (후지미 치히로)

2011년
- 스위트 프리큐어♪(미나미노 미소라)

2013년
- 두근두근 프리큐어(아이)

### OVA
1995년
- SM걸즈 세이버 마리오넷 R(주니어)

1996년
- 동급생2(스기모토 사쿠라코)
- 샤머닉 프린세스(미미 조이맨)

2001년
- 엔젤 블레이드(아야메 후도)

2004년
- 제비뽑기 언밸런스 OVA(에노모토 치히로)
- 엔젤 블레이드 푸니시!(아야메 후도)

### 극장판
2000년
- 오! 나의 여신님 극장판 (후지미 치히로)

2002년
- 피아캐롯에 어서오세요 극장판~사야카의 사랑 이야기~(후유키 미하루)

### 게임
1997년
- 슬레이어즈 로얄 (라크 디아 플레임돌)
- 이 세상의 끝에서 사랑을 노래하는 소녀 YU-NO (하타노 칸나)
- 멀티랜서 Re-inforce (란돌프 샤인볼그)
- 용기전승 2 (티에라 엠로드)

1998년
- 무릎 위의 동거인 ~Kitty on your lap~ (레나)
- 미츠메테 나이트 (프리실라 돌판, 루시아 라이나놀)
- Sequence Palladium (키스 프레이비트)
- 계절을 안고서 (마유, 사쿠라이 마유, 사쿠라이 마미)
- 테일즈 오브 데스티니 PS판 (루티 커틀렛, 리리스 엘론)

1999년
- 트루 러브 스토리2 (오카노 요코)
- 투하트 (사카시타 요시에)
- ONE ~빛나는 계절로~ PS판 (시미즈 나츠키)
- 랑그릿사 밀레니엄 (타즈 아스가라프)

2000년
- 헤키사문 가디언즈 (하즈키 무츠미)
- 러브히나 돌연의 언게이지 해프닝 (후지사와 미즈호)
- 테일즈 오브 이터니아 (루티 커틀렛)

2001년
- 러브히나 스마일 어게인 (후지사와 미즈호)
- 그로우 랜서II (웨인 크루즈)
- 가족계획 PC판 (타카야시키 쥰) : 杉沢淳子 명의
- 디지몬 테이머즈 배틀 에볼루션 (레나몬, 사쿠야몬)

2002년
- 테일즈 오브 팬덤Vol.1 (루티 커틀렛)
- 배틀 봉신 (나타)
- 해피~프리~でぃんぐ PC판 (쵸코) : 杉沢結花 명의
- 기간틱 드라이브 (엘렌 브루노즈)
- 테일즈 오브 데스티니2 (루티 커틀렛)
- 록맨 제로  (레비아탄)
- 록맨제로 (카피엑스)

2003년
- 해피~프리~でぃんぐ DC·PS2판 (쵸코)
- 록맨 제로2 (레비아탄)
- 그로우 랜서IV (마기)

2004년
- 섀도우 하츠II (아나스타시아)
- 기신포후 데몬베인 (클라우디우스)
- 마그나카르타 진홍의 성흔 (롯시)
- 록맨 제로3 (레비아탄)

2005년
- 테일즈 오브 더 월드 나리키리 던전3 (루티 커틀렛)
- 가족계획 ~마음의 상처~ PS2판 (타카야시키 쥰)
- 록맨 제로4 (오퍼레이터)
- NAMCO x CAPCOM (루티 커틀렛, 리리스)
- 프린세스 윗치즈 (신시아 루셀) : 杉沢結花 명의

2006년
- 파이널 판타지XII (라서 팔너스 솔리돌)
- 록맨 젝스 (라이브메탈 모델L, 듀립, 레오날드)
- 테일즈 오브 데스티니 PS2판 (루티 커틀렛)
- 테일즈 오브 더 월드 레디언트 마이솔로지 (루티 커틀렛)